# Oursel-Maison
 Oursel-Maison  es una población y comuna francesa, en la región de Picardía, departamento de Oise, en el distrito de Clermont y cantón de Froissy.

## Demografía
| 149 | 153 | 162 | 157 | 185 | 183 |
| Para los censos de 1962 a 1999 la población legal corresponde a la población sin duplicidades (Fuente: INSEE [Consultar]) |     |     |     |     |     |